# Domokós
|  | Per a altres significats, vegeu «Domokos». |

Domokós (grec: Δομοκός; antigament Tàumacos, Θαυμακός) és un municipi de la unitat perifèrica grega de la Grècia Central. El 2011 tenia 11.495 habitants. Es troba en un turó amb vistes a la plana de Tessàlia, a 38 km de Làmia. Fou una de les possessions conquerides pels almogàvers de la Gran Companyia Catalana i incorporades al Ducat de Neopàtria al segle xiv.